# Bultei
Bultei (sardisk: Urtèi) er en by og en kommune (comune) i provinsen Sassari i regionen Sardinien i Italien. Byen ligger i 509 meters højde og har 950 indbyggere (2016). Kommunen har et areal på 96,83 km² og grænser til kommunerne Anela, Benetutti, Bono, Nughedu San Nicolò og Pattada.